# Luigi Cherubini
Maria Luigi Carlo Salvatore Cherubini, född 14 september 1760 i Florens, död 15 mars 1842 i Paris, var en italiensk kompositör.

## Biografi
Cherubini var son till en teatermusiker, något som gynnade honom, för han stöddes av storhertigen av Florens, som senare skulle bli kejsar Leopold II. Från 1778 och fyra år framåt studerade han för Sarti som lärde honom polyfoni. Till en början skrev han endast kyrkomusik, men drogs med stor framgång till operan. Mellan 1784-86 var han i London där han snart blev utnämnd till hovkompositör, därefter ville han ha ny luft under vingarna och reste till Paris, där han blev dirigent för en liten teaterorkester tillhörande Marie-Antoinette. Han förblev därefter staden trogen, sånär som en kortare verksamhetstid i Turin 1788 och Wien 1806. Han blev fransk medborgare 1794.
Som så många andra upplevde han de många statsomvälvningarna i Frankrike, och detta präglade hans livsinställning som musiken och politik och ämnesval.
1795 grundade han konservatoriet i Paris och blev dess inspektör. Han reste ofta utomlands i olika uppdrag ända tills han 1816 fick professuren i komposition vid Conservatoire de Paris som han sedan var direktör för 1822-1842. Han var även Surintendant de la musique du Roi ända tills ämbetet las ner.
Utöver sina många musikverk har Cherbini även författat en kurs i kontrapunkt och fuga (på tyska 1835) samt andra musikläroböcker.

## Operor
- Amore artigiano, Intermezzo pour un théâtre de société, à Florence. Librettist okänd. Premiär 22 oktober 1773 Fiesole, S. Domenico.
- Il Giuocatore [Giocatore], Intermezzo, Librettist okänd, komponerad i Florens 1775 (Cherubini trodde själv att verket var försvunnet)
- Intermezzo 16 februari 1778 Florens
- Il quinto Fabio Opera i 3 akter, Apostolo Zeno Hösten 1780 Alessandria
- Armida abbandonata Opera 3 akter Jacopo Duranti [Durandi] 25 januari 1782 Florens, La Pergola.
- Adriano in Siria Opera 3 akter Pietro Metastasio 16 april 1782 Livorno, Armeni
- Il Mesenzio [Messenzio] re d'Etruria Opera 3 akter, Ferdinando Casor[r]i 8 september 1782 Florens, La Pergola
- Il quinto Fabio Opera 3 akter, reviderad Apostolo Zeno januari 1783 Rom, Teatro Argentina
- Lo Sposo di tre e marito di nessuno opera buffa i 2 akter Filippo Livigni november 1783 Venedig, San Samuele
- L'Alessandro nell'Indie Opera 2 akter, Pietro Metastasio 1784 Mantua, Nuovo Regio Ducale
- L'Idalide Opera 2 akter, Ferdinando Moretti. 26 december 1784 Florens, La Pergola
- La finta principessa opera buffa 2 akter Livigni 2 april 1785 London, King's Theatre
- Il Giulio Sabino Opera 2 akter Pietro Metastasio? 30 mars 1786 London, King's Theatre
- Ifigenia in Aulide Opera 3 akter Moretti 12 januari 1788 Turin, Teatro Regio
- Démophon Démophoon Opera 3 akter Jean François Marmontel efter P. Metastasio 5 december 1788 Paris, Grand Opéra
- Lodoïska heroisk komedi 3 akter Claude-François Fillette [genannt Loraux] efter J.B. Louvet de Couvrais Les Amours du Chevalier Faublas 18 juli 1791 Paris, Théâtre Feydeau
- Éliza, ou Le Voyage aux Glaciers du Mont Saint-Bernard Opera 2 akter Jacques-Antoine Révérony de Saint-Cyr 13 december 1794 Paris, Théâtre Feydeau
- Médée (svenska: Medea) Opera 3 akter François-Benoît Hoffmann (Nicolas Étienne Framéry), efter Euripides och Pierre Corneille. 13 mars 1797 Paris, Théâtre Feydeau 6 november 1802 Wien (italienska)
- L'Hôtellerie portugaise opera comique 1 akt Etienne Saint-Aignan 25 juli 1798 Paris, Théâtre Feydeau
- La Punition Opera 1 akt J.L.B Desfaucheres 23 februari 1799 Paris, Théâtre Feydeau
- Les deux journées, ou Le porteur d'eau opéra comique 3 akter De två dagsresorna Jean Nicolas Bouilly 16 januari 1800 Paris, Théâtre Feydeau
- Anacréon, ou L'amour fugitif Opera-balett 2 akter C.R Mendouze 4 oktober 1803 Paris, Grand Opéra
- Faniska Opera 3 akter J. von Sonnleitner 25 februari 1806 Wien, Theater am Kärntnertor
- Pimmalione Opera (Dramma lirico) 1 akt Stefano Vestris efter Sografis ital. version på Pymalion efter J. J. Rousseau 30 november 1809 Paris, Tuileries
- Le crescendo opera comique 1 akt Charles-Augustine de Bassompierre de Sewrin 1 september 1810 Paris, Opéra-Comique
- Les Abencérages, ou L'étendard de Grenade Opera 3 akter Victor Joseph Étienne de Jouy, efter François René Vicomte de Chateaubriand 6 april 1813 Paris, Grand Opéra (i närvaro av kejsar Napoleon I.)
- Ali Baba ou les quarante voleurs op.ser. Prolog och opera 4 akter Augustin Eugène Scribe och Anne Honoré Joseph Duveyrier (Mélesville) UA 22 juli 1833 Paris, Grand Opéra

## Andra verk
- Profan och sakral musik
- Vokalmusik
- Orkestermusik (bl.a Symfoni i D-dur, mässor, rekviem)
- Kammarmusik (bl.a 6 stråkkvartetter, pianosonater)

## Kuriosa

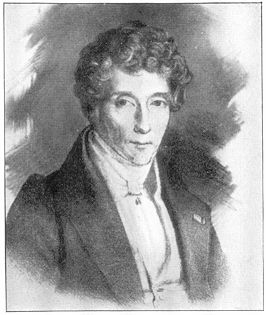
Luigi Cherubini

Napoleon I var mycket entusiastisk inför Cherubinis musik men svalnade när han tyckte sig finna fel i kompositionerna. Tonsättarens svar - Ers majestät vet inte mer om det här än vad jag vet om krigföring vilket resulterade i att han hamnade i onåd.